# Yangmingisme
Le yangmingisme, Appelé yángmíngxué (陽明學) en mandarin et yōmeigaku (陽明学) en japonais, est une des principales écoles philosophiques du néo-confucianisme, basée sur les idées du philosophe néo-confucéen Wang Yangming. Le yangmingisme se développe comme la principale opposition intellectuelle à l'école Cheng-Zhu du néo-confucianisme. L'école est considérée comme faisant partie de l'« école de l'Esprit » fondée par Lu Jiuyuan.

## Source bibliographique
- Eddy Dufourmont, "Confucianisme et conservatisme au Japon : La trajectoire intellectuelle de Yasuoka Masahiro (1898-1983)", Presses Universitaires de Bordeaux, 2014.